# Кристал (інтегральна схема)

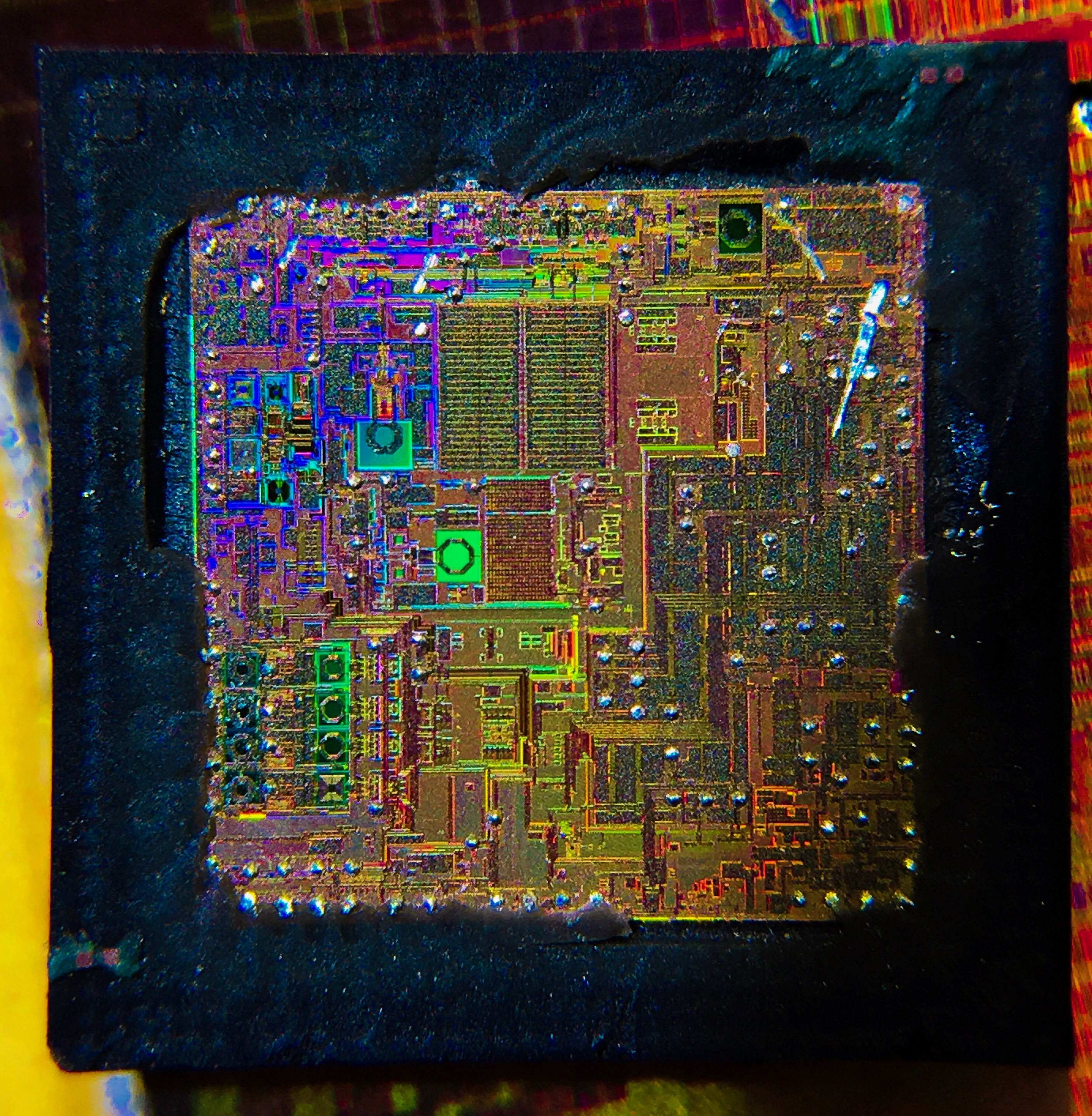
Збільшене зображення кристала інтегральної схеми, яка використовується в портативних пристроях зв’язку

Кристал в контексті інтегральних схем — це невеликий блок напівпровідникового матеріалу, на якому виготовлена певна функціональна схема. Як правило, інтегральні схеми виготовляються великими партіями на одній пластині з кремнію електронного класу (EGS) або іншого напівпровідника (наприклад, GaAs) за допомогою таких процесів, як фотолітографія. Пластина розрізається на багато частин (кристали), кожна з яких містить одну копію схеми. Кожна з цих частин називається кристалом.
Для спрощення обробки та інтеграції на друковану плату більшість кристалів упаковано в різні форми .

## Процес виготовлення
Більшість кристалів складається з кремнію та використовується для інтегральних схем. Процес починається з виробництва злитків монокристалічного кремнію. Потім ці злитки нарізають на диски діаметром до 300 мм.
Ці пластини поліруються до дзеркального стану перед фотолітографією. Транзистори виготовляються та з’єднуються за допомогою металевих з’єднувальних шарів у багато етапів. Ці підготовлені пластини потім проходять тестування, щоб перевірити їх функціональність. Потім пластини нарізають і сортують, щоб відфільтрувати несправні кристали. Потім функціональні кристали упаковуються, і інтегральна схема стає готовою до відправки.

## Використання
Кристал може вміщувати багато типів схем. Одним із поширених випадків використання кристала інтегральної схеми є центральний процесор (CPU). Завдяки прогресу сучасних технологій розмір транзистора в кристалі експоненційно зменшився відповідно до закону Мура. Інші види використання кристалів можуть варіюватися від світлодіодного освітлення до силових напівпровідникових пристроїв.

## Зображення

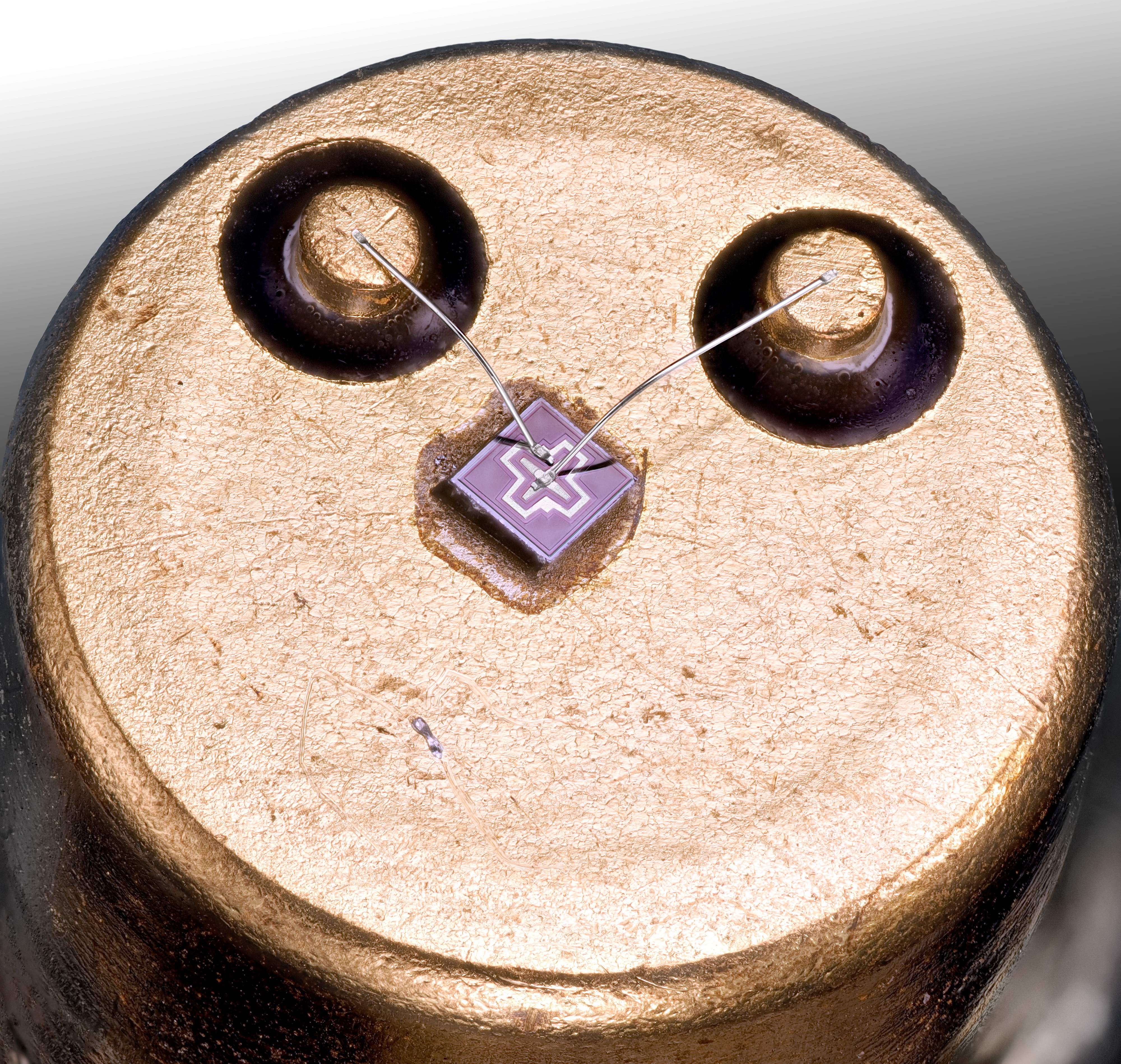
Кристал одиничного біполярного НПН транзистора.
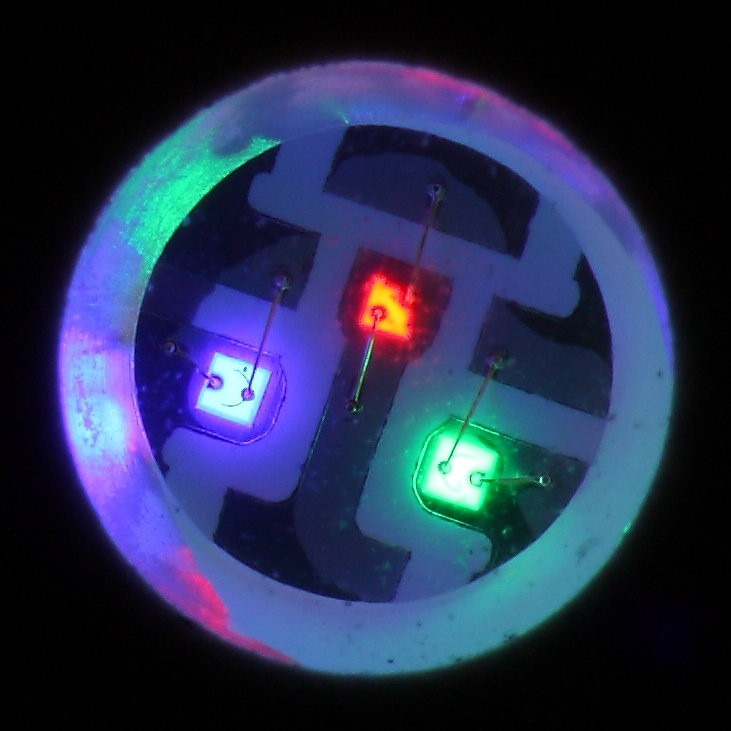
Вид RGB світлодіода,зблизька показує три окремих кристали.
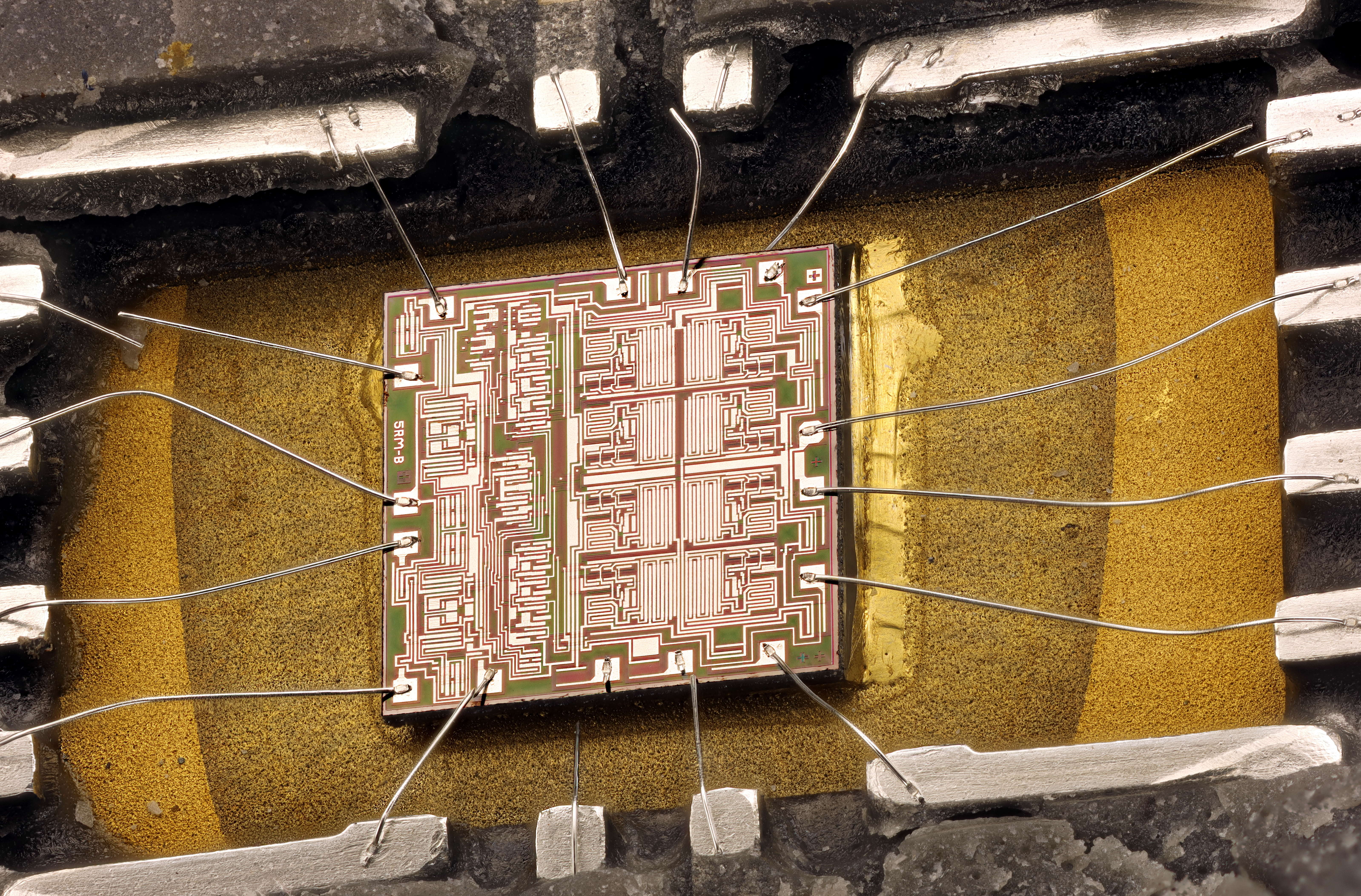
Кристал інтегральної схеми з приєднаними виводами[en].
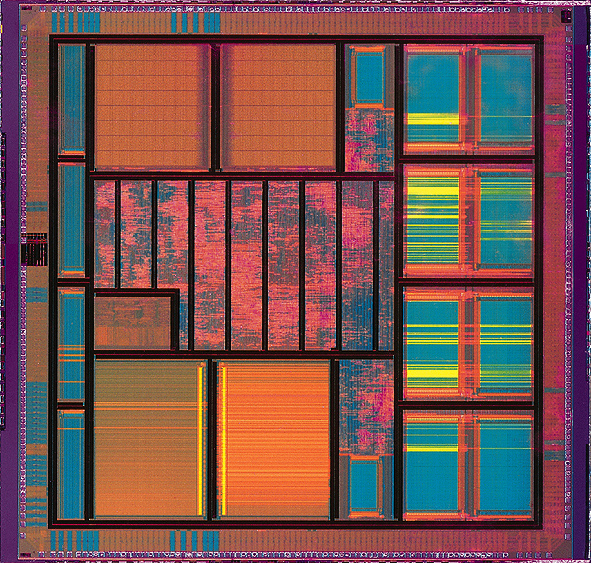
Кристал VLSI.
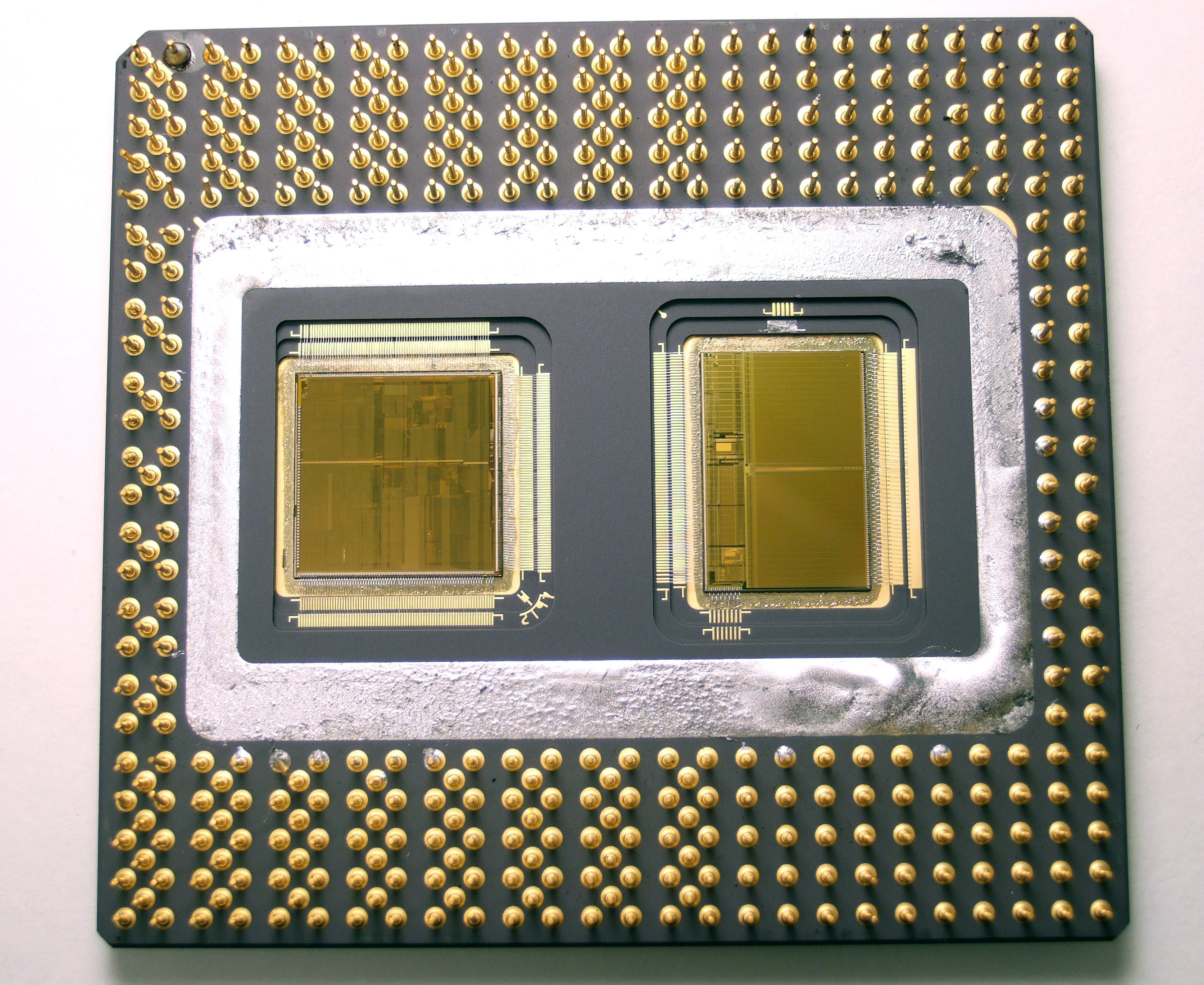
Два кристали на спільній підкладинці[en].
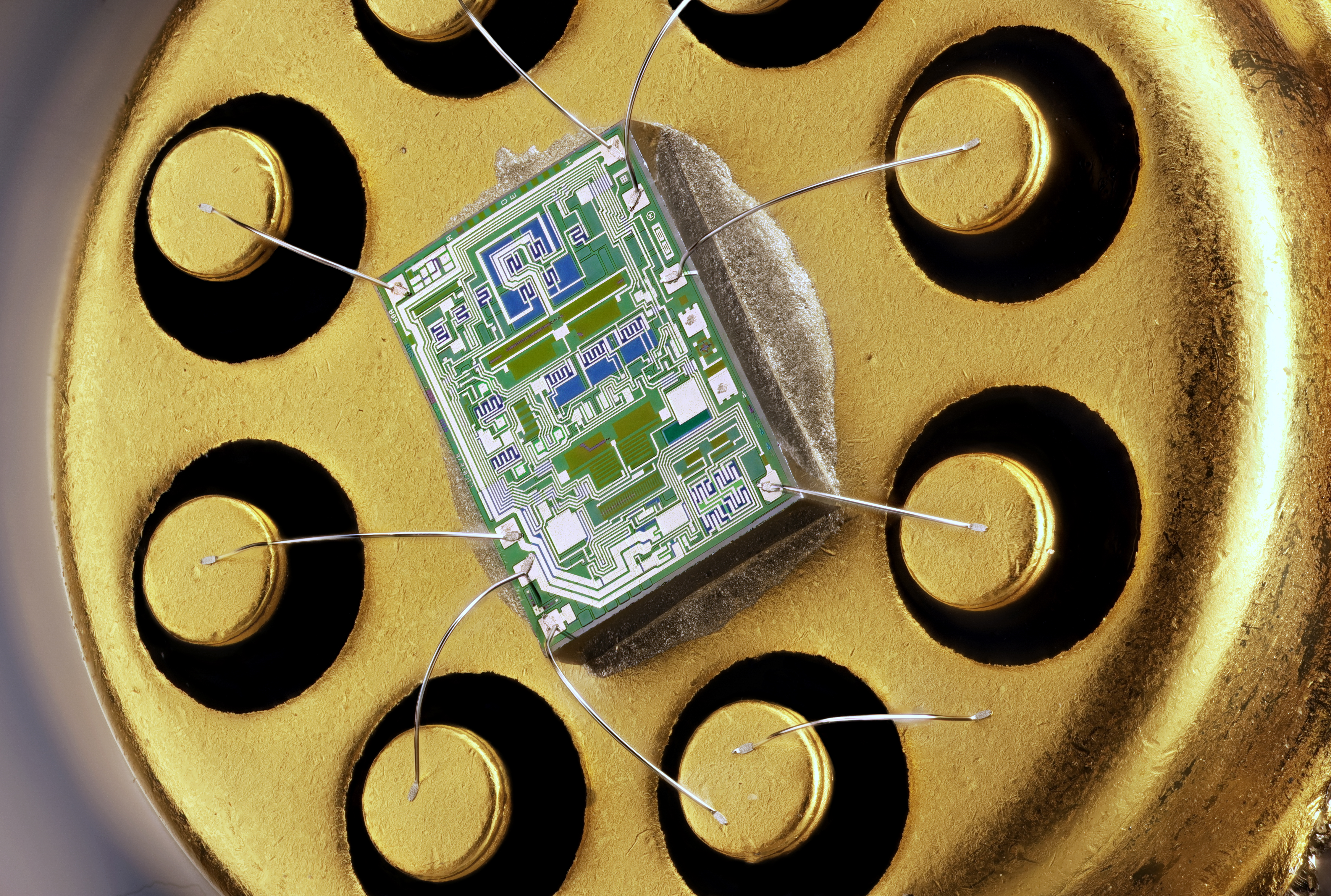
Монолітна інтегральна схема операційного підсилювача.
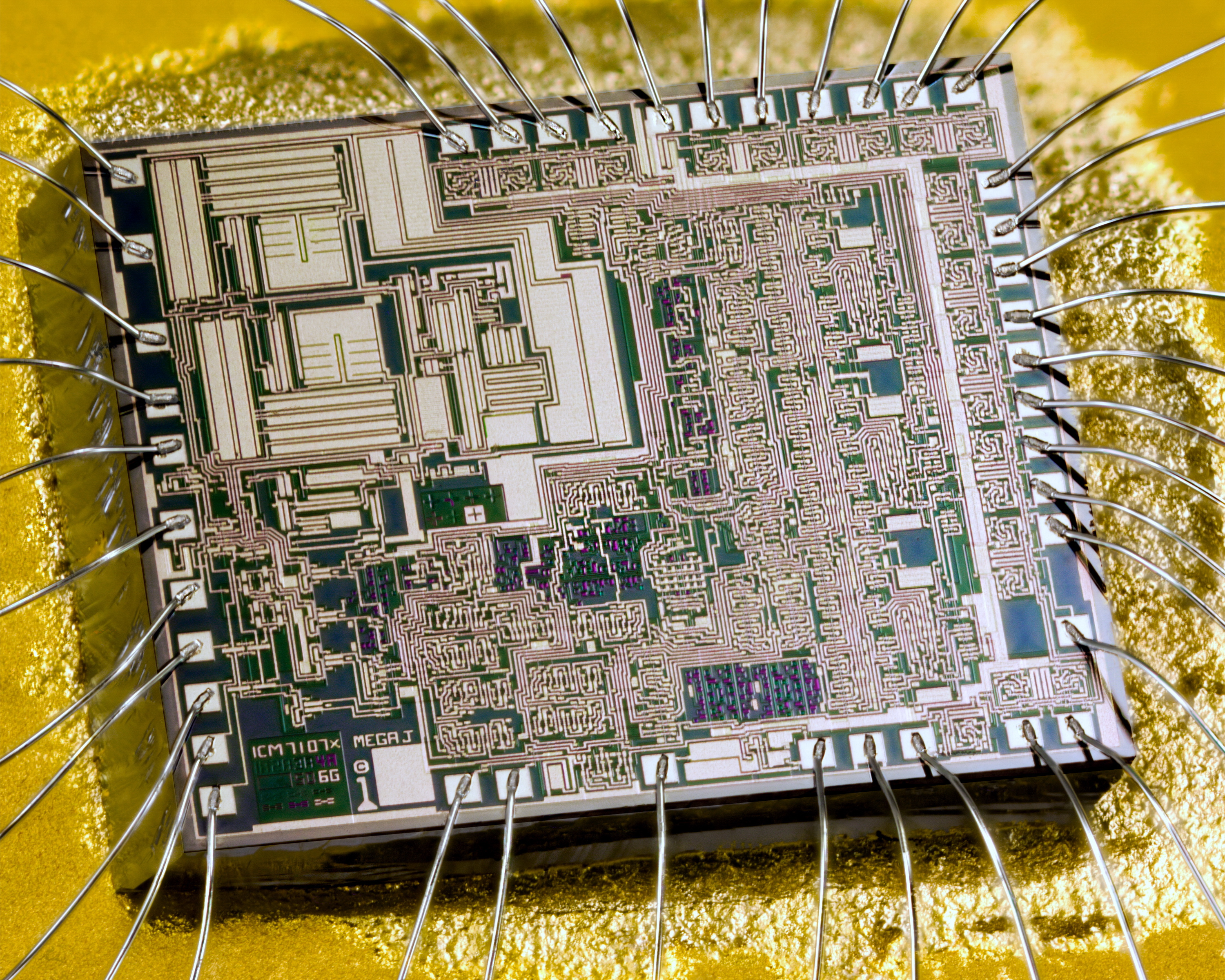
3 1/2 Digit Single Chip A/D Converter.
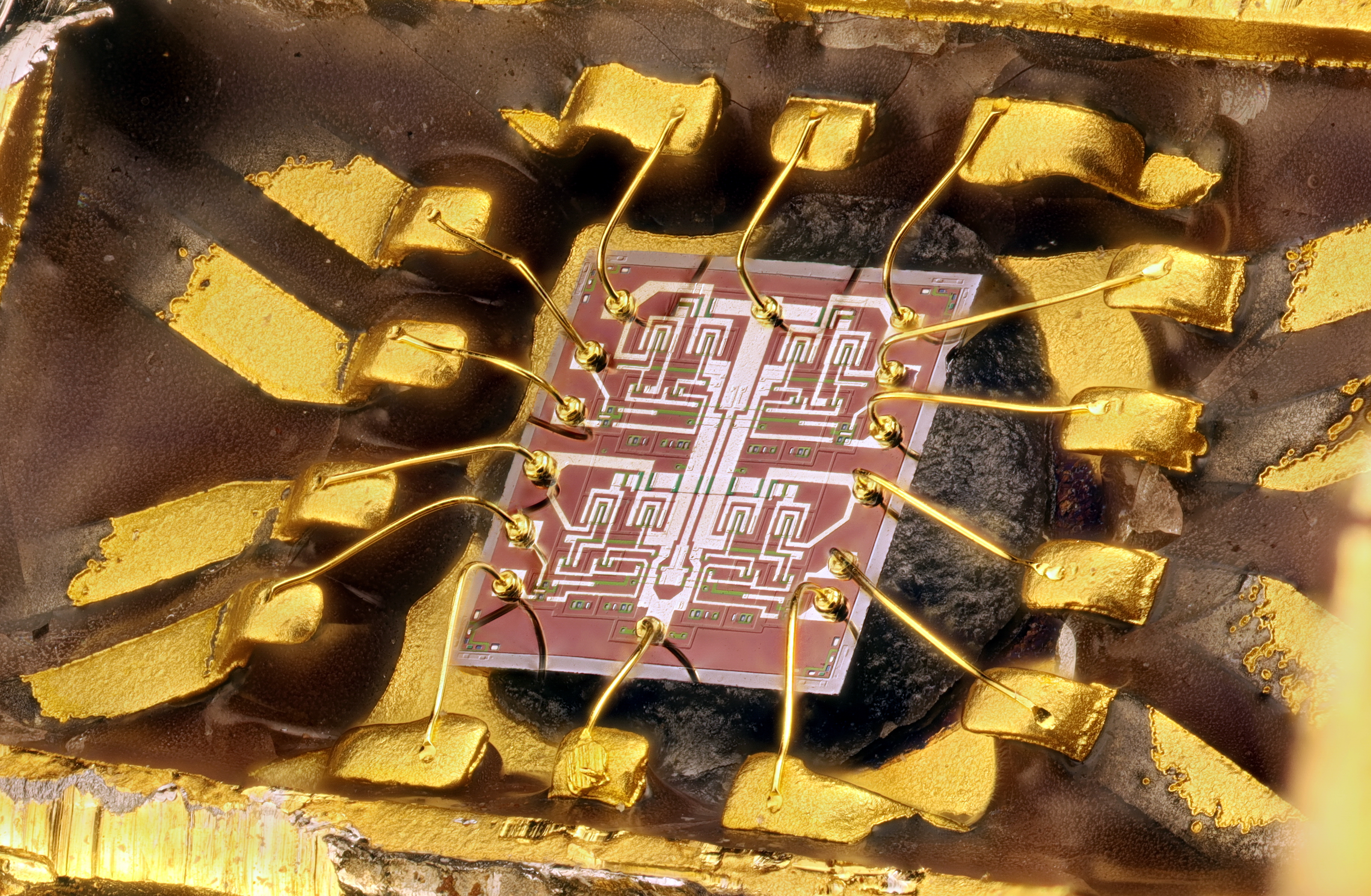
SN7400 Quad NAND gate у плоскому корпусі. 1965.